# Albert Joseph Moore
Albert Joseph Moore (4 de septiembre de 1841-25 de septiembre de 1893) fue un pintor inglés, conocido por sus retratos de lánguidas figuras femeninas pintadas en el ambiente de lujo y decadencia de la civilización clásica.

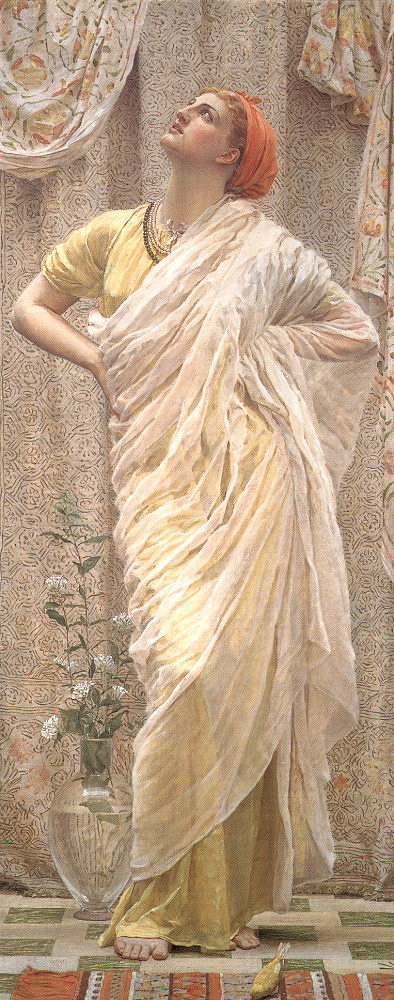
Pájaros.

Moore nació en York en 1841. Fue el menor de los catorce hijos del artista William Moore de York quien, en la primera mitad del siglo XIX, disfrutó de una considerable reputación en el norte de Inglaterra como pintor de retratos y paisajes.
Desde su niñez Albert demostró un extraordinario amor por el arte y, alentado por su padre y hermanos, dos de los cuales se convirtieron después en famosos artistas —John Collingham Moore y Henry Moore— pudo empezar a ejercer la profesión con una precocidad poco habitual.
Sus primeras obras exhibidas fueron dos dibujos que envió a la Royal Academy en 1857. Un año más tarde comenzó sus estudios en la escuela de la Royal Academy, pero tras sólo unos meses de trabajar en ella decidió que sacaría más provecho haciéndolo de forma independiente. Aunque realizó y exhibió muchos cuadros y dibujos durante el periodo comprendido entre 1858 a 1870, dedicó gran parte de su tiempo a trabajos decorativos de diversos tipos y pintó, en 1863, una serie de decoraciones murales en Coombe Abbey, la casa del conde de Craven, unas elaboradas composiciones entre 1865 y 1866: The Last Supper (La última cena) y The Feeding of the Five Thousand (El alimento de los cinco mil) en las paredes del presbiterio de la iglesia de St Alban's, Rochdale; Y en 1868 A Greek Play (Una obra griega), un importante panel en témpera para el proscenio del teatro de la Reina en la calle Long Acre.
Su primer gran lienzo, Elijah's Sacrifice (el sacrificio de Elija), fue terminado durante su estancia de cinco meses en Roma a comienzos de 1863, y se exhibió en la Academy en 1865. Un cuadro aún mayor, The Shunamite relating the Glories of King Solomon to her Maidens (La sunamita contando las glorias del rey Salomón a sus doncellas) fue exhibido en 1866 y con él dos obras más pequeñas, Apricots (Albaricoques) y Pomegranates (Granadas). En éstas, Moore impuso llanamente la particular técnica pictórica que imperaría en el resto de su obra y se situó por primera vez entre los pintores británicos más originales.
Sus obras más insignes a partir de entonces son:
- The Quartette (1869),
- Sea Gulls (1871),
- Follow-my-Leader (1873),
- Shells (1874), Topaz (1879),
- Rose Leaves (1880),
- Yellow Marguerites (1881),
- Blossoms (1881),
- Dreamers (1882),
- Reading Aloud (1884),
- Silver (1886),
- Midsummer (1887),
- A River Side (1888),
- A Summer Night (1890),
- Lightning and Light (1892),
- An Idyll (1893), y
- The Loves of the Winds and the Seasons, un gran lienzo terminado unos días antes de su muerte.

Moore murió en 1893 en su estudio de la calle Spenser, Westminster.
Varios de sus cuadros se encuentran en colecciones públicas; entre las principales Blossoms, en la National Gallery of British Art; A Summer Night, en la Liverpool Corporation Gallery; Dreamers, en la Birmingham Corporation Gallery y una acuarela, The Open Book, en el Victoria and Albert Museum, South Kensington.
En todos sus cuadros, salvo dos o tres realizados en los últimos años de su infancia, evitó cualquier enfoque hacia los cuentos y se ocupó exclusivamente en arreglos decorativos de líneas y masas de color. El espíritu de su arte es esencialmente clásico, y sus obras muestran llanamente la profunda influencia ejercida por el estudio de las esculturas antiguas. Pero no fue en ningún sentido un pintor arqueológico, ni pretendió la recreación de la vida en siglos anteriores. Artísticamente vivió en un mundo creado por él mismo, un lugar poblado de robustas especies humanas de patrón griego, alegres ropajes de brillantes colores y flores de fulgurantes matices. Como artista fue cuidadoso y certero; dibujada con precisión y su sentido del color era notable por su exquisitez y sutileza. Pocos hombres le han igualado como pintor de ropajes y aún menos se han acercado a su habilidad en la aplicación de los principios decorativos al arte pictórico.